# هيلموت باومان
هيلموت باومان (بالألمانية: Helmut Baumann)‏ (و. 1937 – 2014 م) هو عالم نبات ألماني، ولد في غايلدورف، توفي في شتوتغارت، عن عمر يناهز 77 عاماً.

## التعليم
تعلم في جامعة جنيف
.